# アルタイ共和国の行政区画

アルタイ共和国の行政区画（アルタイきょうわこくのぎょうせいくかく）では、ロシア連邦、アルタイ共和国の行政区画について記述する。
アルタイ共和国は、共和国直轄市であり首都であるゴルノ＝アルタイスク市と、10の地区（243のselsovetsが含まれる）から成り立つ。

## 行政区画
- 町 (共和国の管轄下)
  - ゴルノ＝アルタイスク都市管区（ロシア語: Горно-Алтайск）
- 地区(ラヨン) 
  - トゥラチャク地区（ロシア語: Турочакский район）
    - 地区の管轄下に9つの村 (selsovets)

  - チョヤ地区（ロシア語: Чойский район）
    - 地区の管轄下に7つの村 (selsovets)

  - マイマ地区（ロシア語: Майминский район）
    - 地区の管轄下に7つの村 (selsovets)

  - チェマル地区（ロシア語: Чемальский район）
    - 地区の管轄下に7つの村 (selsovets)

  - シェバリノ地区（ロシア語: Шебалинский район）
    - 地区の管轄下に13の村 (selsovets)

  - ウスチ＝カン地区（ロシア語: Усть-Канский район）
    - 地区の管轄下に11の村 (selsovets)

  - オングダイ地区（ロシア語: Онгудайский район）
    - 地区の管轄下に10の村 (selsovets)

  - ウラガン地区（ロシア語: Улаганский район）
    - 地区の管轄下に7つの村 (selsovets)

  - コシ＝アガチ地区（ロシア語: Кош-Агачский район）
    - 地区の管轄下に12の村 (selsovets)

  - ウスチ＝コクサ地区（ロシア語: Усть-Коксинский район）
    - 地区の管轄下に9つの村 (selsovets)